# Бібліотека імені Олександра Герцена (Київ)
Бібліотека імені О.Герцена Святошинського району м.Києва.

## Адреса
03115 м.Київ вул. Гетьмана Кирила Розумовського, 12

## Характеристика
Площа приміщення бібліотеки — 270 м², книжковий фонд — 43,5 тис. примірників. Щорічно обслуговує 3,6 тис. користувачів, кількість відвідувань за рік — 24,0 тис., книговидач — 70,0 тис. примірників.

## Історія бібліотеки
Бібліотеку організовано ще до 1917 року. З 1953 року відома для користувачів як бібліотека імені О.Герцена. Веде пошукову роботу, пов'язану з ім'ям Олександра Івановича Герцена. Видала покажчик «Добрые мечтания живой души». У бібліотеці є раритетні дореволюційні та довоєнні видання. Бібліотечне обслуговування: абонемент, читальний зал, МБА.